# Samantabhadrī

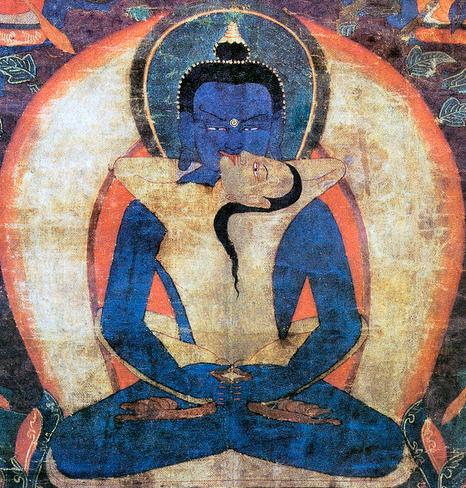
Samantabhadri (con pelle chiara) e Samantabhadra (con pelle blu) raffigurati in un dipinto tibetano del XVII secolo, simbolicamente uniti nell'atto sessuale yab-yum.

Samantabhadrī (sanscrito; in alfabeto devanagari: समन्तभद्री; in tibetano: ཀུན་ཏུ་བཟང་མོ) è una dākinī (spirito femminile) nonché una Buddha di sesso femminile afferente alla tradizione buddista vajrayāna. 

## Interpretazioni
È la consorte e la controparte femminile di Samantabhadra, noto tra alcune correnti di buddisti tibetani come il «Buddha primordiale». Samantabhadri stessa è nota come la «Buddha madre primordiale». 
All'interno del Trikāya, dottrina dei tre corpi di un Buddha, Samantabhadri incarna l'aspetto "dakini" del Dharmakāya. In quanto tale, Samantabhadri rappresenta l'aspetto della buddhità in cui non sono mai sorti l'illusione e il pensiero concettuale. Secondo un'altra concezione, Samantabhadri è un aspetto della Prajñāpāramitā.
Samantabhadri è una figura che si trova principalmente nella scuola nyingma o «Vecchia Traduzione» del buddismo tibetano. Una figura che è quasi equivalente a Samantabhadri nelle scuole di «Nuova Traduzione» o sarma è Vajradhatu-ishvari, che è di color blu scuro e ha come consorte Vajradhara.

### Meditazione
Samantabhadri è l'espressione di un concetto essenzialmente inesprimibile in parole o simboli, ovvero la natura ultima della vacuità della mente. Questo aspetto della dakini va oltre il genere, la forma o l'espressione. Secondo Simmer Brown il potere della dakini in tutte le sue forme si basa sul fatto che tutte le pratiche di meditazione puntano alla dakini Samantabhadri. 

## Iconografia
Nella sua iconografia, Samantabhadri è bianca, il simbolo principale dell'aspetto della saggezza della mente, in contrasto con il suo consorte che è color blu cielo, il che rappresenta l'illimitatezza e l'assenza di forma. Come il suo consorte, appare "nuda" (in sanscrito: digambara) e disadorna, rappresentando la natura essenziale della mente. Samantabhadri viene solitamente mostrata in unione yab-yum con il suo consorte, ma a volte viene mostrata da sola, seduta nella «posizione del loto» (nota anche come mahāmudrā) con le mani in posizione di meditazione sul grembo.

## Nella letteratura sacra
Il diciassettesimo dei Diciannove Tantra di Dzogchen Upadeshavarga è intitolato «Tantra del Sole Splendente dell'Estensione Brillante di Samantabhadri».

## Storia
Yeshe Tsogyal era conosciuta come un'emanazione di Samantabhadri; secondo Judith Simmer-Brown, nella sua distinzione più sottile, Yeshe Tsogyal era conosciuta come «estensione della mahāsukha Küntusangmo [Samantabhadrī], la regina del bene».